# Przybysław z Leszcz
Przybyslaw z Leszcz – podsędek inowrocławski w latach 1299–1303, sędzia bydgosko-wyszogrodzki w latach 1310–1315, kasztelan bydgoski w latach 1315–1318.
Jego przynależność rodowa nie jest określona. Rodziców jego nie znamy. Pisał się z Leszcz w parafii Dźwierzchno; był pierwszym znanym dziedzicem tej wsi.
Jego bratem był Jakub z Leszcz – następca na urzędzie sędziego bydgosko-wyszogrodzkiego.
Przybysław zmarł między 6 kwietnia 1315 r., a 26 kwietnia 1318 r. Zachowane dokumenty pozwalają stwierdzić, że należał do bliskiego otoczenia księcia Przemysła i przy jego osobie zrealizował swoją karierę urzędniczą.